# Amelita Galli-Curci
Amelita Galli-Curci (Milà, 18 de novembre de 1882 – La Jolla, Califòrnia, 26 de novembre de 1963) va ser una soprano de coloratura italiana de les més reputades del segle xx.
Va nàixer com Amelita Galli en el si d'una família benestant milanesa. A Milà va seguir estudis de piano fins que va ser impulsada al cant per influència de la seua àvia. El compòsitor d'òpera Pietro Mascagni també la va encoratjar a seguir la carrera operística. Per pròpia decisió, va estudiar cant de manera autodidacta, escoltant altres sopranos, llegint antics mètodes de cant i practicant exercicis de piano amb la veu.
El seu debut operístic va tenir lloc l'any 1906 a Trani, com Gilda de Rigoletto, i ràpidament va ser aclamada pertot Itàlia.
L'any 1908 es va casar amb el marquès Luigi Curci, i va afegir el cognom del seu marit al seu. Es van divorciar l'any 1921 i Galli-Curci es va tornar a casar amb Homer Samuels, el seu acompanyant.
Va actuar àmpliament per Europa i Sud-amèrica. L'any 1915 va cantar dues funcions de Lucia di Lammermoor amb Enrico Caruso a Buenos Aires. Van ser les dues úniques aparicions junt amb el llegendari tenor. Va arribar als Estats Units d'Amèrica l'any 1916. Estava planificada una curta estada, però el gran èxit que va recollir per la seua interpretació de la Gilda de Rigoletto a Chicago va ser tan extraordinari que va acceptar romandre com a integrant de la Chicago Opera Company. Va formar part d'aquesta companyia fins a l'any 1924. També l'any 1916, va signar un contracte amb la companyia discogràfica Victor Talking Machine Company, per a la qual va fer un gran nombre d'enregistraments fins a l'any 1930. L'any 1921 Galli-Curci va unir-se a la Metropolitan Opera de Nova York romanent-hi fins al seu retir l'any 1930.
Galli-Curci va ser una deixeble del mestre indi de ioga Paramhansa Yogananda. Va escriure el pròleg del llibre de Yogananda Whispers from Eternity, publicat l'any 1929.
Convençuda que l'òpera era una forma d'art en decadència, Galli-Curci es va retirar dels escenaris el gener de 1930 per a concentrar-se en els recitals. Havia patit de problemes de gola durant molts anys, fins que l'any 1935 va haver de ser sotmesa a cirurgia per a eliminar un goll. L'any següent va fer un poc aconsellable retorn a l'òpera, com a Mimì de La Bohème a Chicago. Dissortadament, va fer-se palès que els seus anys de cantant s'havien exhaurit, i després d'uns quants recitals es va retirar definitivament i es va traslladar a viure a Califòrnia, on va viure fins a la seua mort, al novembre de 1963, a l'edat de 82 anys.